# Tautologie
Tautologie (z řeckého ταυτολογία, tautologia, výpověď o témže) je v logice vždy pravdivý složený[zdroj?] výrok. Je pravdivý vždy, bez ohledu na pravdivostní hodnotu jednotlivých částí takového výroku. Příkladem tautologie je výrok: „Buď bude zítra pršet, nebo zítra pršet nebude.“ Ačkoliv je výrok pravdivý, nenese žádnou informační hodnotu, protože nemůže být deduktivně použit k vyloučení platnosti jakýchkoliv jiných tvrzení.

## Formy tautologie
Nepravé tautologie jsou výroky, které jsou samy o sobě tautologické, ale v souvislosti s kontextem získávají konkrétní význam. Například:
- Výrok „Až to bude, tak to bude“ ve skutečnosti zhruba znamená: „Nedá se to urychlit, musíš počkat.“
- Výrok „Děti jsou děti“ získá svůj význam v dialogu: „Vysvětloval jsem mu, že nesmí sám přecházet silnici, ale vůbec mě neposlouchá.“ – „To víš, děti jsou děti.“ Mluvčí tím má na mysli, že neposlušnost je pro děti charakteristická, a tudíž vyplývající ze samotného označení.

Sem patří i výroky „doma je doma“, „udělal jsem, co jsem udělal“ nebo výroky ve formě „A není neA“, například „mír není válka“ či „co je černé, není bílé“.
Tautologie je také nadbytečné zdvojení téhož významu různými slovy nebo částmi slova, označované též pojmem pleonasmus nebo perisologie. Sem mohou patřit např. výrazy „vždy a navěky“, „zcela a úplně“, „třídílná trilogie“, „nejoptimálnější“ apod. Taková tautologie může být buď stylistickou chybou, nebo výrazovým prostředkem, který má umocnit některou z vlastností daného předmětu. Kupříkladu slovo „dárek“ v sobě zahrnuje představu svobodného rozhodnutí dát někomu něco zdarma. Avšak spojení „zdarma daný dárek“ chce odlišit takový dárek od různých bonusů, které jsou sice také označeny „zdarma“, ale zákazník si je přitom zaplatí.
Opakem tautologie v logice je kontradikce, v lingvistickém smyslu oxymóron.